# Peperomia vincentiana
Peperomia vincentiana är en pepparväxtart som beskrevs av Friedrich Anton Wilhelm Miquel. Peperomia vincentiana ingår i släktet peperomior, och familjen pepparväxter. Inga underarter finns listade i Catalogue of Life.